# Каннский кинофестиваль 1964
17-й Каннский кинофестиваль проходил с 29 апреля по 14 мая 1964 года в Каннах, Франция.

## Жюри
- Фриц Ланг (ФРГ) (председатель)
- Шарль Буайе (Франция) (вице председатель)
- Хоакин Кальво Сотело (Испания)
- Рене Клеман (Франция)
- Жан-Жак Готье (Франция) (журналист)
- Александр Караганов (СССР) (критик)
- Лоренс Мармстедт (Швеция)
- Женевьев Паж (Франция)
- Рауль Плокен (Франция)
- Артур Шлезингер (США)
- Вера Вольман (Франция) (журналист)
- Жан-Жак Лангепен (Франция) (председатель по короткометражным фильмам)
- Иржи Брдечка (Чехословакия) (короткометражные фильмы)
- Робер Менегоз (Франция) (короткометражные фильмы)
- Губерт Зеггельке (ФРГ) (короткометражные фильмы)
- Алекс Зайлер (Швейцария) (короткометражные фильмы)

## Фильмы в конкурсной программе
| Победители выделены отдельным цветом. |

| Название                         | Оригинальное название                         | Режиссёр                       | Страна              |
| -------------------------------- | --------------------------------------------- | ------------------------------ | ------------------- |
| В одиночку через Тихий океан     | 太平洋ひとりぼっち                            | Кон Итикава                    | Япония              |
| Женщина-обезьяна                 | La donna scimmia, Le Mari de la femme à barbe | Марко Феррери                  | Франция, Италия     |
| Vidas Secas                      | Vidas Secas                                   | Нелсон Перейра дус Сантус      | Бразилия            |
| Deus e o Diabo na Terra do Sol   | Deus e o Diabo na Terra do Sol                | Глаубер Роша                   | Бразилия            |
| Крик                             | Krik                                          | Яромил Йиреш                   | Чехословакия        |
| Мёртвая женщина из Беверли Хиллз | Die Tote von Beverly Hills                    | Michael Pfleghar               | ФРГ                 |
| Любимый деспот                   | Pacsirta                                      | Ласло Раноди                   | Венгрия             |
| Девушка в трауре                 | La niña de luto                               | Мануэль Саммерс                | Испания             |
| Сто тысяч долларов на солнце     | Cent Mille Dollars Au Soleil                  | Анри Вернёй                    | Франция, Италия     |
| Я шагаю по Москве                | Я шагаю по Москве                             | Георгий Данелия                | СССР                |
| Прошлой ночью                    | الليلة الأخيرة                                | Камаль Эль Шейх                | Египет              |
| Сначала я                        | Primero yoا                                   | Фернандо Айала                 | Аргентина           |
| Mujhe Jeene Do                   | मुझे जीने दो                                       | Moni Bhattacharjee             | Индия               |
| Раз картошка, два картошка       | One Potato, Two Potato                        | Ларри Пирс                     | США                 |
| Пассажирка                       | Pasażerka                                     | Анджей Мунк                    | Польша              |
| Пожиратель тыкв                  | The Pumpkin Eater                             | Джек Клейтон                   | Великобритания      |
| Вороний квартал                  | Kvarteret Korpen                              | Бу Видерберг                   | Швеция              |
| Красные фонари                   | Τα κόκκινα φανάρια                            | Василис Георгиадис             | Греция              |
| Соблазнённая и покинутая         | Sedotta E Abbandonata                         | Пьетро Джерми                  | Италия              |
| Нежная кожа                      | La Peau Douce                                 | Франсуа Трюффо                 | Франция, Португалия |
| Шербурские зонтики               | Les Parapluies de Cherbourg                   | Жак Деми                       | Франция, ФРГ        |
| Белый караван                    | Белый караван, თეთრი ქარავანი                 | Тамаз Мелиава, Эльдар Шенгелая | СССР                |
| Женщина в песках                 | 砂の女                                        | Хироси Тэсигахара              | Япония              |
| Мир Генри Ориента                | The World of Henry Orient                     | Джордж Рой Хилл                | США                 |
| Визит                            | The Visit                                     | Бернхард Викки                 | США                 |

## Фильмы вне конкурсной программы
- Белые голоса
- Скопле 1963
- Падение Римской империи

## Награды
- Золотая пальмовая ветвь: Шербургские зонтики, режиссёр Жак Деми
- Приз жюри: Женщина в песках, режиссёр Хироси Тэсигахара
- Приз за лучшую мужскую роль:
  - Антал Пагер — Любимый деспот
  - Саро Урци — Соблазнённая и покинутая
- Приз за лучшую женскую роль:
  - Барбара Барри — Раз картошка, два картошка
  - Энн Бэнкрофт — Пожиратель тыкв
- Особое упоминание: Пассажирка
- Технический гран-при:
  - Шербургские зонтики, режиссёр Жак Деми
  - Убитая из Беверли Хиллз, режиссёр Михаэль Пфлегар
- Приз Международной Католической организации в области кино (OCIC):
  - Шербургские зонтики, режиссёр Михаэль Пфлегар
  - Погубленные жизни, режиссёр Нелсон Перейра дус Сантус